# Akiha-ku
Akiha-ku (秋葉区?) è uno degli otto quartieri amministrativi della città di Niigata, in Giappone.